# Sophie Pantel
Pour les articles homonymes, voir Pantel.
Sophie Pantel, née le 27 juillet 1971 à Mende, est une fonctionnaire et femme politique française, membre du Parti socialiste.
Elle est élue députée de la circonscription de la Lozère en 2024.

## Biographie

### Famille et formation
Sophie Gabrielle Pantel est née le 27 juillet 1971 à Mende, de parents lozériens. Elle obtient un DESS de droit à Aix-en-Provence. Elle est séparée et mère d'une fille.

### Carrière professionnelle
Elle commence sa carrière dans des services juridiques d'entreprises privées, puis elle travaille pour l'URSSAF détachée au tribunal des affaires de sécurité sociale de Marseille.
En 1998, elle rentre en Lozère comme assistante parlementaire du député Jean-Claude Chazal. Elle est ensuite agent des ministères sociaux, chargée d'une mission relative au droit des femmes et à l'égalité[source secondaire souhaitée]. Elle est ensuite nommée chef du service « inclusion, égalité et vie associative » à la direction départementale de la cohésion sociale et protection des populations. En 2018, elle intègre la mission d'ingénierie éducative et sociale[réf. nécessaire].

### Déclarations, prises de position, publications
Elle veut « porter la voix de la ruralité », mais aussi l'égalité, la solidarité et la justice sociale.
En septembre 2021, elle soutient Anne Hidalgo pour l'élection présidentielle de 2022.

## Mandats politiques

### Élections locales de 2001 à 2011
Sophie Pantel est élue adjointe au maire de Fraissinet-de-Lozère en 2001 puis maire du Pont-de-Montvert en 2008. Entre-temps en 2004, elle est élue conseillère générale du canton du Pont-de-Montvert avec 63,54 % des voix au second tour puis réélue en 2011 à plus de 83 %.
En 2010, elle est en deuxième position sur la liste départementale[source secondaire souhaitée] menée par Alain Bertrand qui obtient le seul élu régional mis en jeu dans le département. En 2012, ce dernier est élu sénateur et démissionne de son mandat de conseiller régional pour cause de cumul de mandats. Elle le remplace alors dès 2012 avant de devenir, en décembre 2012, vice-présidente de la région chargée de l'élevage et de la ruralité. 

### Élections législatives de 2012
En 2012, après avoir soutenu la candidature de François Hollande à l’élection présidentielle, elle est candidate du Parti socialiste aux élections législatives de 2012 en Lozère face aux deux députés sortants de droite. Son programme reste une déclinaison départementale de celui de François Hollande, adapté à la Lozère. Sélectionnée au second tour, elle manque la victoire de seulement 412 voix, soit un écart de 0,5 %.

### Élections départementales de 2015
Aux élections départementales de 2015, elle est élue conseillère départementale du canton de Saint-Étienne-du-Valdonnez avec seulement 76 voix d'avance,. Sophie Pantel est choisie par François Hollande contre l'avis d'Alain Bertrand, le sénateur PS « qui a l'oreille de Paris et qui pèse de tout son poids pour faire échouer l’ambition départementale de la vice-présidente de la région et placer un de ses pions ». Elle est élue le 2 avril 2015 du seul département qui soit passé de la droite à la gauche,. 

#### Premier mandat (2015 - 2021)
L'un des projets conduit sous la présidence de Sophie Pantel est le déploiement de la fibre optique pour toutes les habitations lozériennes. Lancé en 2015 ce projet qui a pu voir le jour grâce à un regroupement avec les départements du Lot et de l'Aveyron pour attirer un opérateur de niveau national devrait aboutir fin 2022.
Sous sa mandature, dans un contexte budgétaire toujours plus restreint, le lobbying réalisé à l'assemblée des départements de France au sein d'un groupe de départements « très ruraux » a été payant. Ce travail a abouti à une refonte des critères de la péréquation horizontale (le mécanisme de solidarité des départements entre eux) avec pour conséquence l'obtention d'une ressource de 5,7 M€ supplémentaire à partir de 2019.
Elle travaille sur la valorisation des circuits courts avec notamment le lancement du plan territorial alimentaire.

### Élections départementales de 2021
Sophie Pantel est réélue conseillère départementale de la Lozère aux élections départementales de 2021 dans le canton de Saint-Étienne-du-Valdonnez avec 84,27 % des voix dans le duel qui l'oppose au candidat du Rassemblement national Jean-François Pardigon. Elle est ensuite réélue à la présidence du conseil départemental de la Lozère, le 1er juillet 2021, avec 16 voix pour, 7 blancs et 3 nuls.

### Élection à la présidence de l'ANIL
Le 9 décembre 2021, Sophie Pantel est élue présidente de l'Agence nationale pour l'information sur le logement (Anil),.

### Élections législatives anticipées de 2024
La circonscription unique de Lozère était tenue avec un fort et ancien ancrage local par le député divers droite Pierre Morel-À-L'Huissier. Lors des élections législatives anticipées des 30 juin et 7 juillet 2024, les résultats du premier tour annoncent une triangulaire entre des candidats qui choisissent tous le maintien, savoir le sortant, arrivé troisième avec 24,04 % des suffrages exprimés, le RN Luc-Étienne Gousseau, deuxième avec 33,91 %, et Sophie Pantel du PS, la candidate locale investie par le NFP, qui arrive première et récolte 35,17 % des voix. Au second tour, la Lozère de nouveau bascule électoralement à gauche en l'élisant députée, avec 43,38 % de suffrages exprimés en sa faveur, 39,41 % pour le candidat d'extrême droite et un député sortant rétrogradé à 17,21 %. Tenue par les dispositions légales sur le cumul des mandats, elle démissionne le 8 août 2024 de sa fonction de présidente du conseil départemental de la Lozère. Elle est remplacée le lendemain par le maire de Mende Laurent Suau, issu de camp d'Emmanuel Macron et qui défait au second tour Jean-Louis Brun, maire de Naussac-Fontanes choisi par Sophie Pantel pour lui succéder.
Sophie Pantel est la première femme députée de Lozère.

## Décorations
Sophie Pantel est nommée chevalier de l'ordre national du mérite le 14 novembre 2016 au titre de « 18 ans de services. » notamment au service de l'agriculture (dossier ICHN - comité national d'installation et celui État/Région).
Le 13 juillet 2019, Sophie Pantel est nommée chevalier de l'ordre de la Légion d'honneur au titre de « présidente du conseil départemental de la Lozère, ancienne maire du Pont-de-Montvert ; 23 ans de services ». Cette distinction lui a été accordée à la suite de la demande du secrétaire d'État au numérique, Cédric O, pour son engagement, son action pour la Lozère et plus particulièrement pour le déploiement de la fibre.

## Controverses

### Procédures locales
Un article de Midi libre du 13 avril 2021 révèle que deux plaintes successives ont été déposées contre Sophie Pantel, en septembre 2020 et février 2021 aux motifs « de discrimination à l’embauche, double activité et soupçon d’emploi fictif, déclaration erronée auprès de la Haute Autorité pour la transparence de la vie publique, recrutement de complaisance de Jean-Claude Chazal, ancien député de la Lozère, revenu accessoire et subvention publique, conflit d’intérêts en tant que présidente d’association de l’office de tourisme Cévennes Mont Lozère et versements de subventions ».
En janvier 2021, Sophie Pantel démissionne de sa fonction de présidente de l’office de tourisme du Pont-de-Montvert et est remplacée par Laurent Plantier le 13 février 2021.
Attaquée sur sa gestion de la crise du COVID, Sophie Pantel porte plainte pour diffamation et obtient la condamnation de David Escobar à une peine symbolique,.

### Contestation électorale
En juin 2021, l’élection de Sophie Pantel dans le canton de Saint-Étienne-du-Valdonnez est contestée par son opposant, Jean-François Pardigon. Les motifs évoqués sont l’inéligibilité de Mme Pantel au regard d’un conflit d’intérêt lié à son mandat de Présidente de département et à son poste de Déléguée des droits de la femme à la préfecture du département et l’embauche illégale de M. Jean-Claude Chazal qui « était atteint par la limite d’âge »[source secondaire nécessaire].
À la suite d'une audience du 7 septembre 2021 du tribunal administratif de Nîmes, l’élection au conseil départemental de Sophie Pantel et de ses colistiers est validée. Dans un article de Midi libre du 25 janvier 2022, Jean-François Pardigon indique qu’il a déposé un recours auprès du Conseil d’État.

## Pour approfondir